# Campo de batalha

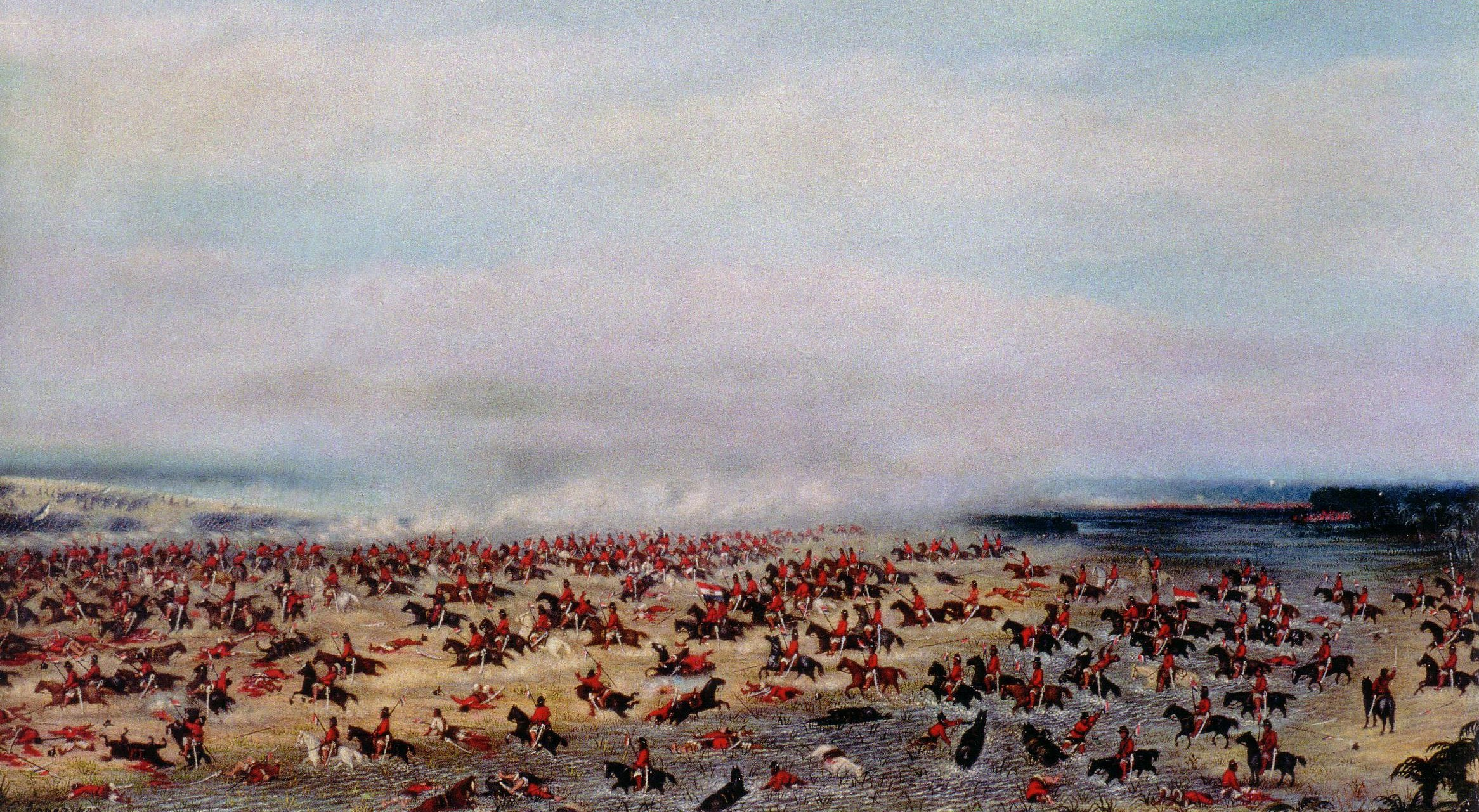
Carga da cavalaria paraguaia no campo de batalha de Tuiuti, na Guerra do Paraguai.

Campo de batalha é um conceito de uso militar que designa uma porção de terra onde ocorre um combate entre exércitos.
Um campo de batalha é o local de uma batalha atual ou histórica envolvendo guerra terrestre. É comumente entendido como limitado ao ponto de contato entre as forças opostas, embora as batalhas possam envolver tropas cobrindo amplas áreas geográficas. Embora o termo implique que as batalhas são normalmente travadas em um campo — um trecho aberto de terreno plano —, ele aplica-se a qualquer tipo de terreno em que uma batalha seja travada. O termo também pode ter significado legal, e os campos de batalha têm um valor histórico e cultural substancial — o campo de batalha foi descrito como "um lugar onde ideais e lealdades são colocados à prova". Vários atos e tratados restringem certas condutas beligerantes a um campo de batalha identificado. Outros regimes legais promovem a preservação de certos campos de batalha como locais de importância histórica.